# Microsoft Visual Studio
Microsoft Visual Studio（マイクロソフト ビジュアル スタジオ）は、マイクロソフトが開発・販売している統合開発環境（IDE）である。Microsoft Windowsオペレーティングシステム、Windowsデバイスドライバー、Windowsサービス、アプリケーションソフトウェア（デスクトップアプリ、UWPアプリ、モバイルアプリ）、Webサイト、Webアプリ、Webサービスなどの開発に使用されている。オプションとして用意されている各種コンポーネントを追加インストールすることで、Windowsプラットフォーム以外にも、LinuxやAndroidといった他プラットフォーム向けアプリケーションのクロス開発も可能となっている。

## 概要
Visual Studioは、Windows API、.NET Framework/.NET Core（Windows Forms、Windows Presentation Foundation、Windows Communication Foundationなど）、UWP（Windowsランタイム）、Microsoft Silverlightなどのマイクロソフト製のソフトウェア開発プラットフォームやフレームワークを使用したソフトウェア開発を主にサポートする。C言語やC++のようにネイティブコードを生成する言語、C#やVisual Basic .NETのようにマネージコードを生成する言語、またC++/CLIのように混在コードを生成する言語のコーディングやデバッグをサポートする。
Visual Studioには、IntelliSense（コード補完コンポーネント）をサポートするコードエディターとコードリファクタリングツールが含まれている。統合デバッガーは、ソースレベルのデバッガーとマシンレベルのデバッガーの両方として動作する。その他のビルトインツールには、コードプロファイラー、GUIアプリケーション構築用デザイナー、Webデザイナー、クラスデザイナー、データベーススキーマデザイナーなどがある。ソース管理システム（SubversionやGitなど）のサポートを追加したり、ドメイン固有言語用のエディターやビジュアル・デザイナーなどの新しいツールセットを追加したり、ソフトウェア開発ライフサイクルの他の側面用のツールセット（Azure DevOpsクライアント、Team Explorerなど）を追加したりと、ほぼすべてのレベルで機能を強化するプラグインを受け入れることができる。
Visual Studio は 36 の異なるプログラミング言語をサポートしており、コードエディターとデバッガーは、言語固有のサービスが存在すれば、ほぼすべてのプログラミング言語を（程度の差はあれ）サポートすることができる。組み込みの標準サポート言語には、C、C++、C++/CLI、C++/CX、Visual Basic、C#、F#、JavaScript、TypeScript、XML、XSLT、HTML、CSSがある。Python/IronPython、Ruby、Node.js、Mなどの他の言語はプラグインでサポートされている。過去にはJ++およびJ#もサポートされていた。
Visual Studioの各メジャーバージョンのサポート期間はそれぞれ10年である。最初の5年はメインストリームサポートで、機能更新などが提供される。次の5年は延長サポートで、セキュリティ修正のみが提供される。2021年11月8日現在、バージョン2022, 2019, 2017がメインストリームサポートの状態で、バージョン2015, 2013,2012が延長サポートの状態であり、2010以前のバージョンはサポート対象外となっている。

## 製品

### 対応プログラミング言語
Visual Studio 2019における、対応プログラミング言語は以下の通り。
- C++
- C#
- Visual Basic
- F#
- Python
- Node.js
- HTML/JavaScript
- TypeScript

### 対応ターゲットプラットフォーム
Visual Studio 2019における、対応ターゲットOSは以下の通り。
- Windows クライアント
  - Windows 10/11
  - Windows 10 Team Edition
  - Windows 10/11 S
  - Windows 10 LTSC
  - HoloLens
  - Xbox One
  - Windows 8.1
  - Windows 8
  - Windows 7
  - Windows Vista
  - Windows XP
- Windows Mobile
  - Windows 10 Mobile
  - Windows Phone 8.0/8.1
  - Windows Phone 7.x
- Windows Server (2003-2025)
- Windows  組み込みデバイス
  - Windows 10 IoT Core/Mobile Enterprise/Enterprise
  - Windows Embedded 8 Standard/8.1 Industry
  - Windows Embedded Compact 2013
  - Windows Embedded Compact 7 Compact/Standard/POSReady
  - Windows Embedded CE 6.0 とそれ以前
  - Windows XP Embedded (POSReady 2009/WES 2009/WEPOS)
- Android
- iOS
- Linux
  - CentOS 9/10
  - Debian 11/12
  - Fedora 40/41
  - openSUSE 15.6
  - Red Hat Enterprise Linux 8/9
  - Oracle Linux 8/9
  - Ubuntu 16.04/18.04/20.04/22.04/24.04/24.10
- macOS (コンソールアプリケーションとASP.NET)

Visual Studio 2015以降では、HTML5/JavaScriptベースのApache Cordovaや、XamarinによるMonoベースのAndroid・iOS向けクロスプラットフォーム開発機能や、Xcodeプロジェクトの取り込みとObjective-CのサポートによるユニバーサルWindowsプラットフォームアプリへの移植機能が強化されている。
Xamarinを使用したmacOS向けアプリケーションの開発には、Visual Studio for Macが必要となる。

### 含まれる製品
Visual C++
C/C++処理系のマイクロソフト実装であり、コンパイラやライブラリ、その他の開発ツールを含んだものである。独自の言語拡張にもいくつか対応しており、Visual C++ .NET (2002) からC++マネージ拡張に、Visual C++ 2005からC++/CLIに、またVisual C++ 2012からC++/CXおよびC++ AMPに対応する。主にネイティブWin32/Win64アプリケーションやCOMの開発で利用されており、Microsoft Foundation ClassなどのVisual C++専用ライブラリ／フレームワークが存在する。コンパイラとして、Windows用バイナリを生成するMSVCのほか、他プラットフォーム用バイナリを生成するClangもサポートする。
Visual C#
C#処理系のマイクロソフト実装である。Visual Studio .NET (2002) 以降に含まれている。Windows FormsやWPFなど、様々なフレームワークやRADに対応している。
Visual Basic
もともとはQuickBASICを拡張したVisual Basic言語を採用していた製品であったが、Visual Studio .NET (2002) からは.NET Frameworkに対応・移行したVisual Basic .NET言語を採用している。古くからRADに対応していたのが特徴である。
Visual F#
F#処理系のマイクロソフト実装である。Visual Studio 2010以降に含まれている。
Visual Web Developer
ウェブサイト、ウェブアプリケーション、ウェブサービスの開発で使用される。C#やVisual Basic .NETをコードビハインドに利用したASP.NETフレームワークによる開発が主な機能だが、ウェブページのグラフィカルなデザインや、Visual Studioに含まれているコード入力支援機能を利用した開発を取り扱うことができる。
Azure DevOps
Visual SourceSafeに替わる新しい総合管理システムである。プロジェクト管理やソース管理などのソフトウェア開発プロジェクトで必要な管理機能を提供する。Visual Studio Team Services (VSTS) やTeam Foundation Server (TFS) と呼ばれていたが、2018年9月10日にマイクロソフトはそれぞれのブランディングを Azure DevOps ServicesおよびAzure DevOps Serverに変更した。

### 含まれていた製品
Visual FoxPro
xBaseプログラミング言語環境。Visual Studioと関連はあるものの、Visual Studio本体からは独立していた。
Visual InterDev
ウェブページ作成のためのアプリケーション。Active Server Pagesとウェブスクリプトの編集ができた。
Visual J++
Javaをベースに独自拡張されたJ++言語の開発環境。Visual J#の前身。
Visual J#
J#言語の処理系。Visual Studio .NET 2002で登場し、Visual Studio 2005まで含まれていたが、Visual Studio 2008から開発言語として対応を終了した。Visual Studio 2005 Express Editionでは日本語圏での利用者が少数であるという理由のため日本語版パッケージが存在しない。
Visual SourceSafe (VSS)
開発中のソフトウェアのソース コードの管理を行うサーバー製品である。Visual SourceSafe 2005を最後に新しいVisual Studioの製品群には含まれていない。同様の機能はTeam Foundation Serverに移行した。VSSのプラグインはVisual Studio 2013でもサポートされている。
Visual Studio Shell
Visual Studio Shellは新たな開発環境を独自に作成するための基盤となるものである。Visual Studio 2008で導入された。既存の Visual Studio と一体になる統合モード (Integrated Mode) と、独立して動作する分離モード (Isolated Mode) が存在し、ランタイム・SDK共に無料で公開されているが、Visual Studio 2017以降ではサポートされていない。

## エディション
Visual Studioにはいくつかのエディションが用意されており、サポートされる機能および価格やライセンス形態などが異なる。
| バージョン | Express | Academic | Community | Standard | Tools for Office | Professional | Team | Premium | Ultimate | Enterprise | その他            |
| ---------- | ------- | -------- | --------- | -------- | ---------------- | ------------ | ---- | ------- | -------- | ---------- | ----------------- |
| 2005       | ✔       | ✔        |           | ✔        | ✔                | ✔            | ✔    |         |          |            |                   |
| 2010       | ✔       |          |           |          |                  | ✔            |      | ✔       | ✔        |            | Test Professional |
| 2013       | ✔       |          | ✔         |          |                  | ✔            |      | ✔       | ✔        |            | Test Professional |
| 2015       | ✔       |          | ✔         |          |                  | ✔            |      |         |          | ✔          | [ 注釈 2 ]        |
| 2017       | ✔       |          | ✔         |          |                  | ✔            |      |         |          | ✔          | Test Professional |
| 2019       |         |          | ✔         |          |                  | ✔            |      |         |          | ✔          | Test Professional |
| 2022       |         |          | ✔         |          |                  | ✔            |      |         |          | ✔          | Test Professional |

### Community
2014年11月12日にVisual Studio Community 2013が初めて公開された。Professionalエディション相当の機能を無償で利用可能だが、以下に該当するユーザーおよび組織のみが対象となる  。
- 個人開発者
- 大学関係者
- 非営利団体従事者
- オープンソース開発者
- 開発者5名以下の中小企業（PC台数250台未満もしくはユーザー数250人未満、かつ年間収益100万米国ドル未満の企業[注釈 3]）

### Enterprise
Visual Studio EnterpriseエディションはVisual Studio .NET 2003まで、および、Visual Studio 2015以降で提供されている。

### Professional
Visual Studio ProfessionalエディションはVisual Studioの主要開発機能やVisual Studio Standardには含まれていないネイティブ アプリケーション開発の追加機能が含まれている。
Microsoft OfficeのWordドキュメントやExcelワークブックを利用したOfficeアプリケーション開発用にVisual Studio Tools for Officeエディションが提供されている。
有料のMSDN特典とサポートがセットとして含まれる製品としてVisual Studio Professional with MSDN Professional Subscriptionが存在するが、通常のVisual Studio Professionalエディションとは別の製品として提供されている。

### Test Professional
Visual Studio Test Professional エディションはVisual Studio 2010で新設されたエディションで、開発環境としての機能は含まれておらず、テストの実行とバージョン管理の機能のみが含まれている。

### 過去に存在したエディション

Visual Studio 2005 の各エディションの関係性

#### Express
Visual Studio Expressエディションはアドオンなど一部の機能を制限した統合開発環境を無償提供する製品で、Visual Studio 2005以降から提供されている。かつてはプログラミング言語ごとに提供されていたが、2012以降はプラットフォームごとの統合製品のみが提供されている。Expressエディションは2013を最後に廃止予定だったが、その後撤回され2017まで提供された。

#### Premium
Visual Studio PremiumエディションはVisual Studio 2010 - 2013で提供されていた製品で、Professional エディションの全ての機能に加えて、プロファイリングや分析、テストのための機能が含まれている。PremiumエディションにはMSDN Subscriptionが付属する。Visual Studio 2015以降はEnterpriseとなった。

#### Standard
Visual Studio StandardエディションはVisual Studio .NET 2003まではプログラミング言語毎に提供された単体の製品であったが、Visual Studio 2005ではVisual Studioの主要機能を含む内容に変更された。以前までのプログラミング言語毎の製品はExpressエディションとしてVisual Studio 2005で新設された。
全てのプログラミング言語の対応、Visual SourceSafeとの統合、Visual Studio Shell コントロールの対応、リファクタリング、クラス デザイナなどの機能が含まれる。
StandardエディションはVisual Studio 2008まで提供されていたが、Visual Studio 2010より廃止された。Visual Studio 2010ではVisual Studio 2005/2008 StandardエディションからVisual Studio 2010 Professionalエディションへの移行アップグレードが提供された。

#### Team System
Visual Studio Test SuiteエディションはVisual Studio 2005で途中から追加された。Visual Studio 2010で廃止され、Ultimateエディションに引き継がれた。大規模な開発チームにおいて、それぞれの異なる開発者の担当分野に沿う機能をそれぞれ特化した製品である。
Team Systemには以下のエディションがある。
- Team Suite
- Architecture Edition
- Database Edition
- Development Edition
- Test Edition
- Team Foundation Server
- Test Load Agent

#### Ultimate
Visual Studio UltimateエディションはVisual Studio 2010 - 2013で提供されていた製品で、Visual Studioの全ての機能が含まれている。UltimateエディションにはMSDN Subscriptionが付属する。Visual Studio 2015以降はEnterpriseとなった。

## バージョン
Microsoft Office同様、内部バージョン13は忌み番のためスキップされている。
| 開発コード名       | 製品名                                           | 内部バージョン |
| ------------------ | ------------------------------------------------ | -------------- |
| Thunder            | Visual Basic 1.0                                 |                |
| Zamboni            | Visual C++ 4.1                                   |                |
| Escher             | Visual Basic 1.0 for MS-DOS                      |                |
| Rainier            | Visual Studio.NET (2002)                         | 7.0            |
| Everett            | Visual Studio.NET 2003                           | 7.1            |
| Saturn             | ASP.NET Web Matrix                               |                |
| Cassini Web Server | ASP.NET Development Server                       |                |
| Venus              | Visual Web Developer Express Edition             |                |
| Whidbey            | Visual Studio 2005                               | 8.0            |
| Orcas              | Visual Studio 2008                               | 9.0            |
| Rosario            | Visual Studio Team System (2008/2010)            |                |
| Burton             | Visual Studio 2005 Team System                   |                |
| Hatteras           | （VSTS 用ソース管理システム）                    |                |
| Ocracoke           | （VSTS 用ロード テスト）                         |                |
| Currituck          | （VSTS 用トラッキング）                          |                |
| Bodie              | （TFS 用 SDK）                                   |                |
| Whitehorse         | （VSTS 用ソフトウェア デザイン設計）             |                |
| Fidalgo            | （VS2005 Extensions for WinFX）                  |                |
| Tuscany            | （オンライン版）                                 |                |
| Dev10 (Hawaii)     | Visual Studio 2010                               | 10.0           |
| Camano             | Testing Tools for Visual Studio 2010 Team System |                |
| Dev11              | Visual Studio 2012                               | 11.0           |
| Dev12              | Visual Studio 2013                               | 12.0           |
| Torino             | Visual C++ Compiler November 2013 CTP            |                |
| Visual Studio "14" | Visual Studio 2015                               | 14.0           |
| Visual Studio "15" | Visual Studio 2017                               | 15.0           |
| Visual Studio "16" | Visual Studio 2019                               | 16.0           |
| Visual Studio "17" | Visual Studio 2022                               | 17.0           |

### Visual Studio 97
Visual Studio 97の日本語版は1997年5月30日に発売された。
Visual Studio 97は、複数のプログラミング言語を単独の開発環境に統合しようというマイクロソフト初の試みであり、実際Visual J++、InterDevとMSDNライブラリはDeveloper Studio と呼ばれる同一の環境を使用した。しかしVisual BasicとVisual C++、Visual FoxProは統合されなかった。
Visual Studio 97にはVisual Basic 5.0とVisual C++ 5.0、Visual J++ 1.1、Visual FoxPro 5.0、Visual InterDev、そしてMSDNライブラリが含まれていた。
Visual Studio 97にはProfessional EditionとEnterprise Editionの2つの製品が存在した。

### Visual Studio 6.0
Visual Studio 6.0の日本語版は1998年9月25日に発売された。
構成製品の全てのバージョン番号を統一した。マイクロソフトの長期目標はそのツールを1つの環境下に統合することであったが、このバージョンは実際にはVisual Studio 97の他にもうひとつの開発環境を含んでいた。Visual BasicとVisual FoxProが統合されていたのに対し、Visual J++とVisual InterDevはVisual C++などの開発環境から分離していた。
Visual Studio 6.0にはProfessional EditionとEnterprise Editionの2つの製品が存在した。
Visual Studio 6.0 Service Pack 1は1998年、Service Pack 2とService Pack 3は1999年、Service Pack 4は2000年、Service Pack 5は2001年、Service Pack 6は2004年に公開された。

### Visual Studio .NET (2002)
Visual Studio .NET 2002の日本語版は2002年3月22日に発売された。
主なプラットフォームを.NET Framework 1.0に移行し、.NET言語である C# が含まれた。Visual J++とVisual Basicも、それぞれVisual J#とVisual Basic .NETに置き換わった。Visual FoxProのバンドルが終了した。Visual Studio Shellは部分的に.NETを使用するように書き換えられ、全ての開発言語の開発環境が一つに統合された。
Visual Studio .NET 2002のエディションは、Academic、Professional、Enterprise Developer、Enterprise Architectの4つの製品がある。
Visual Studio .NET 2002 Service Pack 1は2005年3月に公開された。

### Visual Studio .NET 2003
Visual Studio .NET 2003の日本語版は2003年6月25日に発売された。
Visual Studio .NET 2003は.NET Framework 1.1に対応する。
Visual Studio .NET 2003はAcademic、Professional、Enterprise Developer、Enterprise Architectの4つの製品がある。Enterprice Architect は統一モデリング言語 (UML) ベースの、アプリケーション アーキテクチャのビジュアル プレゼンテーションの作成に特化した Microsoft Visio のモデリング技術の実装を含んでいる。より大きな開発チームのコーディングスタイル標準化と、コンポーネント使用法やプロパティ セッティングに関するポリシーの強制に役立つ「Enterprise Templates」も導入された。
Visual Studio .NET 2003 Service Pack 1は2006年8月に公開された。

### Visual Studio 2005

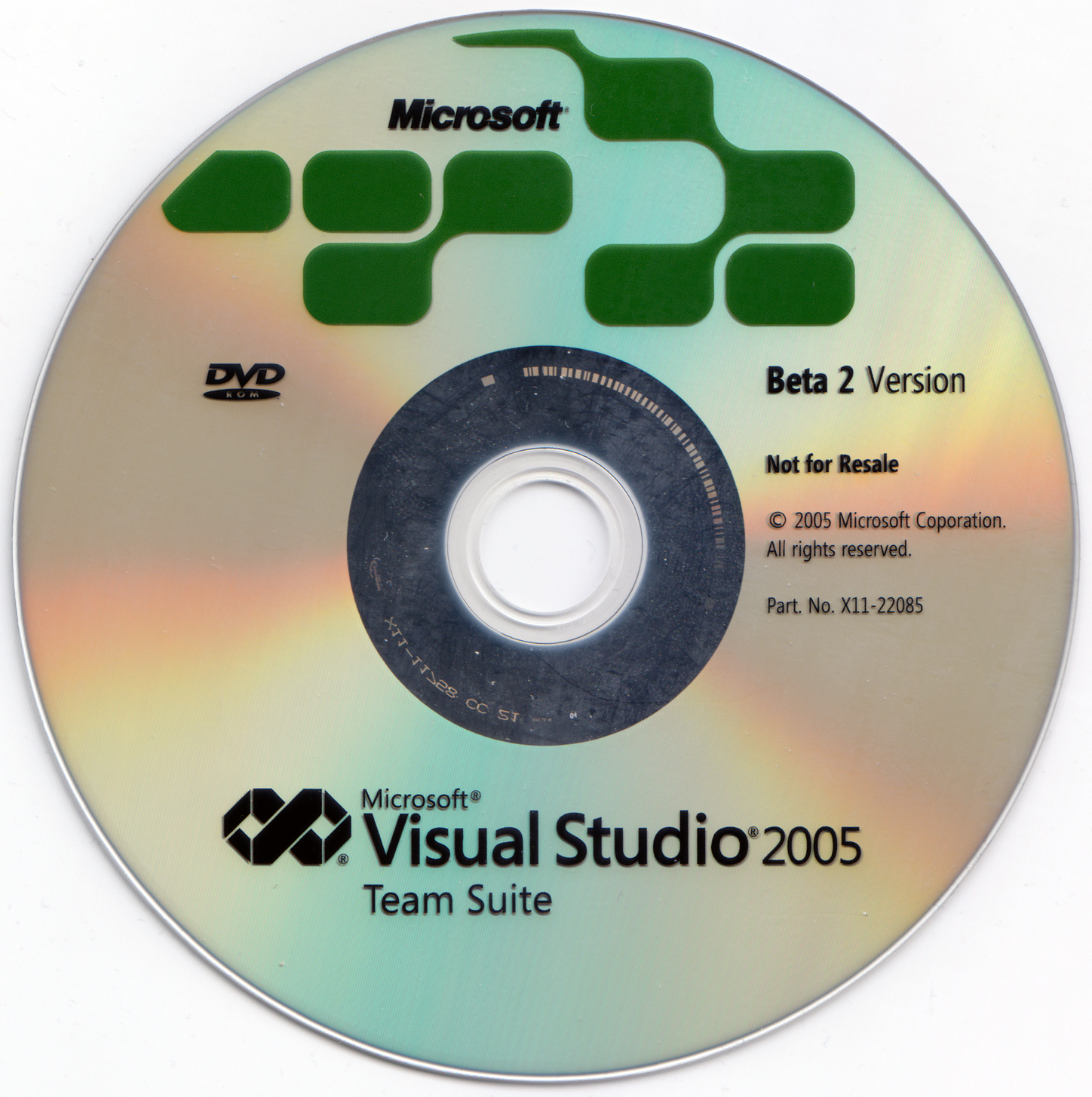
Visual Studio 2005 ベータ2 Team Suiteインストールディスク

Visual Studio 2005の日本語版は2006年2月1日に発売された。前のバージョンまで製品名につけられていた".NET"が削除された。
Visual Studio 2005はジェネリクスなど.NET Framework 2.0で追加された新仕様に対応する。ネイティブとマネージドの 64 ビット アプリケーション開発に対応した。一方、Windows 2000で利用可能な最後のバージョンとなり、Windows 98、Windows Me、Windows NT 4.0を対象とするC++アプリケーションを作成できる最後のバージョンとなった。また、内部バージョン番号は8.0だが、ファイル形式のバージョンは9.0となっている。
Visual Studio 2005ではコード スニペットやスマート タグ、リファクタリング機能などのコード入力支援機能が追加された。Windows フォーム部品のレイアウト支援が強化され、自動的な間隔調整と部品のドッキング操作が追加された。その他の新機能として、実装前にアプリケーション設計を検証できる「Deployment Designer」、ASP.NET 2.0と統合されたウェブパブリッシングの改善された環境、アプリケーションのパフォーマンスを様々な種類のユーザー負荷の下で確認するための負荷テストを含んでいる。
Visual Studio 2005のエディションは、Express、Standard、Professional、Tools for Office、Team Systemの5つの製品がある。Tools for OfficeはProfessionalエディションにMicrosoft Officeの拡張を作成するためコンポーネントが追加された製品である。そのうち、Team Systemには計5つの製品が存在する（Team Edition for Database Professionalsは発売当初は存在せず、後から追加された）。
- ソフトウェアのデザイン、設計機能を重視したTeam Edition for Software Architects
- 高品質なソフトウェアを開発するための機能を重視したTeam Edition for Software Developers
- ウェブアプリケーションを対象とした高度なテスト機能を搭載したTeam Edition for Software Testers
- データベースを用いたソフトウェアの設計、開発、テストに特化した機能を搭載したTeam Edition for Database Professionals
- 以上 4 つの全ての機能を持つTeam Suite

また、Team Edition for Software Testersを補完するVisual Studio 2005 Team Test Load Agent、大規模チームでの開発をサポートするVisual Studio 2005 Team Foundation Server (TFS) も存在する。TFSには機能の一つとしてソースコード管理があるが、TFSを使う程ではない中小規模チーム、または個人用にソースコード管理機能だけを持つソフトウェアとしてVisual SourceSafe 2005がある。Academic EditionはStandard Edition相当の機能になっている。TFS 2005は2006年2月のVisual Studio 2005本体より少し遅れて2006年6月に発表された。
.NET Framework 3.0の新機能Windows Presentation FoundationとWindows Workflow FoundationとWindows Communication Foundationに対応するためのVisual Studio 2005の機能拡張が開発されていたが、Windows Workflow Foundation以外は対応中止となった。
Visual Studio 2005 Service Pack 1は2006年12月に公開された。Service Pack 1にはウェブアプリケーション開発の新機能とSQL Server 2005 Compact Editionのサポートが含まれた。ネイティブ アプリケーション開発ではWindows Vistaから対応したセキュリティ機能 Address Space Layout Randomization (ASLR) に対応した。Service Pack 1ではWindows Vistaの対応が行われなかったため、Windows Vista対応のためのアップデート プログラムが2007年3月7日に公開された。

### Visual Studio 2008
Visual Studio 2008の日本語版は2008年2月8日に発売された。
Visual Studio 2008は.NET Framework 3.0と.NET Framework 3.5に新しく対応した。従来は利用できる.NET FrameworkのバージョンがVisual Studioのバージョンによって決まっていたが、Visual Studio 2008ではプロジェクトの設定で対象を、.NET Framework 2.0、.NET Framework 3.0、.NET Framework 3.5と切替が可能となった。
Visual Studio 2008のエディションは、Express、Standard、Professional、Team Systemの4つの製品がある。AcademicエディションはProfessionalエディション相当の機能になっている。
Visual Studio 2008 Service Pack 1は2008年8月11日に公開された。Service Pack 1にはタスクバーやタイトルバーのアイコンに「9」の表示が追加された。.NET Frameworkの既存機能の改善、ウェブフォーム デザイナとWindows Presentation Foundationデザイナ機能の強化が含まれた。その他、ASP.NETのASP.NET Dynamic Dataや.NET Framework 3.5 Service Pack 1から提供された.NET Framework 3.5 Client Profileに対応した。Visual C++のC++0x TR1ライブラリ対応、およびMFC Feature Packの追加も行なわれている。

### Visual Studio 2010
Visual Studio 2010の日本語版は2010年6月18日に発売された。
Visual Studio 2010は.NET Framework 4に対応する。Visual Studio 2008に引き続きプロジェクトの設定で対象を、.NET Framework 2.0、.NET Framework 3.0、.NET Framework 3.5、.NET Framework 4と切り替えが可能となっている。プログラミング言語としてF#が追加された。Visual Studio ShellはWindows Presentation Foundationで完全に作り直された。Crystal Reportsを買収したSAPの方針によりCrystal Reportsのバンドルを終了した。
Visual Studio 2010はExpress、Professional、Premium、Ultimateの4つの製品があり、Standardは廃止された。
Visual Studio 2010 Service Pack 1は2011年3月10日に公開された。Service Pack 1にはVisual BasicやVisual C++言語の新機能、ウェブデザイナー機能のHTML 5、CSS 3の対応、SQL Server Compact 4.0やIIS Expressの対応などが含まれた。

### Visual Studio 2012

Microsoft Visual Studio 2012 ロゴ

Visual Studio 2012は、2012年9月12日に公開された。
.NET Framework 4.5に対応しており、従来のバージョンにも切り替え可能。エディション構成は変更ないものの、Express エディションの構成は大きく変更された。前バージョンの Visual Studio 2010 Express エディションでは、デスクトップアプリケーション開発向けのエディションは「Visual C# 2010 Express」「Visual Basic 2010 Express」「Visual C++ 2010 Express」として言語別に提供されていたが、本バージョンでは「Visual Studio Express 2012 for Desktop」に統合されることになった。また「Visual Studio Express 2012 for Web」と、Windows 8用のアプリケーション（Windowsストアアプリ）が開発可能な「Visual Studio Express 2012 for Windows 8」が提供された。開発環境としての対応オペレーティングシステムがWindows 7とWindows 8のみとなり、Windows Vista以前のオペレーティングシステムでは最新のコア機能が存在しないため対応されない。「Visual Studio Express 2012 for Windows Phone」は10月30日に公開された。Windows Phone SDK 8.0の一部として含まれるExpressエディション以外のVisual Studio 2012がインストールされている場合にはアドオンとして機能するが、インストールされていない場合には単体の開発環境として機能する。
主な変更点は、Windows 8 アプリケーション（Windowsストアアプリ、WinRTアプリ）開発へ対応したほか、ユーザーインターフェイスの外観がWindows 8のデザインに合わせて変更され、非常に簡素なデザインに仕上がっている。また、同梱されているWindows SDK 8.0には、これまで単独提供されていたDirectX SDKが統合され、フルスペックのDirectXアプリケーションを開発できるようになっている。また、PIX for Windowsの代替として、Professional以上のエディションにはGraphics Diagnosticsが付属する。
バージョン2010まではIDEの正規表現検索・置換機能にVisual Studio独自の文法を用いていたが、2012以降では.NETベースの正規表現に変更された。そのほか、標準のVisual Studioマクロ機能はバージョン2010までの提供で、2012では廃止されている。
Update 1は2012年11月26日に、Update 2は2013年4月4日に、Update 3は2013年6月26日に、Update 4は2013年11月23日に、Update 5は2015年8月24日に公開された。

### Visual Studio 2013
Visual Studio 2013は、2013年10月17日に公開された。Windows 8.1、.NET Framework 4.5.1対応など。このバージョンから、Gitを用いたバージョン管理に標準機能で対応した。
2014年4月2日に公開されたUpdate 2 RCから、TypeScriptに標準で対応している。
Update 1は2014年1月20日に、Update 2は2014年5月12日に、Update 3は2014年8月4日に、Update 4は2014年11月12日に、Update 5は2015年7月20日に公開された。
2014年11月13日には無償版のCommunityエディションが公開された。Expressエディションと比較して利用規約は厳しくなっているが、機能的にはProfessional版と同等である。

### Visual Studio 2015
Visual Studio 2015は、2015年7月20日に公開された。
実装された主要な新機能は以下のとおり。
- iOS、Androidなど各種モバイル端末に向けた、Apache Cordovaなどを用いたクロスプラットフォーム開発機能の強化[26]
- .NET Framework 4.6、Windows 10対応
- C# 6、Visual Basic 14、TypeScript 1.5などの新言語対応
- ASP.NET 5対応
- Roslyn採用などによる言語解析やIDEサポートの改善

Xamarin for Visual Studio自体はVS 2013でも利用できるが、VS 2015ではXcodeプロジェクトの取り込みとObjective-Cがサポートされるなど、機能面が強化されている。
なお、Windows 10向けのユニバーサルWindowsプラットフォーム (Universal Windows Platform, UWP) アプリケーションを開発するには、2015年7月29日にWindows 10とともに公開されたWindows SDK 10の正式版が必要となる。
Visual Studio 2013同様にProfessionalエディションとほぼ同等の機能を持ちながら無償で利用できるCommunityエディションも提供されるが、2013 Communityとは異なり2015 CommunityではCodeLensやTFS連携などの一部機能がサポートされないなど、Professionalエディションとの差別化がなされている。
Update 1は2015年11月30日に公開された。C#をIronPythonやF#のように対話環境でも利用できるようになるC# InteractiveおよびC#スクリプトAPIが含まれるほか、機能や安定性などが強化された.NET Framework 4.6.1などが組み込まれている。
Update 2は2016年3月30日に公開された。Visual C++コンパイラにおけるC++11/C++14/C++17機能の追加サポートや、パフォーマンスの改善などが含まれる。
Update 3は2016年6月27日に公開された。Update 2で問題だったメモリ消費量についての改善が含まれている。

### Visual Studio 2017

Microsoft Visual Studio 2017 ロゴ

Visual Studio 2017は、2017年3月7日にversion 15.0として公開された。
- インストーラの刷新。最小インストールのサイズが小さくなり、必要な機能の選択が可能
- C# 7、Visual Basic 15、F# 4.1、TypeScript 2.1などの言語バージョンに対応

Visual Studio 2017では、Updateごとにマイナーバージョン番号が更新されている。
- version 15.1[† 45]: 2017年4月5日
- version 15.2[† 46]: 2017年5月10日
- version 15.3[† 47]: 2017年8月14日 - C# 7.1がサポートされた。
- version 15.4[† 48]: 2017年10月9日
- version 15.5[† 49]: 2017年12月4日 - C# 7.2がサポートされた。
- version 15.6[† 50]: 2018年3月5日
- version 15.7[† 51]: 2018年5月7日 - C# 7.3がサポートされた。
- version 15.8[† 52]: 2018年8月14日
- version 15.9[† 53]: 2018年11月13日
- version 15.9.42[† 54]: 2021年12月14日

### Visual Studio 2019
Visual Studio 2019は、2019年4月2日にversion 16.0として公開された 。
C# 8.0やIntelliCode、CMakeのサポートなどが順次追加されている。
- version 16.1[† 57]: 2019年5月21日
- version 16.2[† 58]: 2019年7月24日
- version 16.3[† 59]: 2019年9月23日
- version 16.4[† 60]: 2019年12月3日
- version 16.5[† 61]: 2020年3月16日
- version 16.6[† 62]: 2020年5月19日
- version 16.7[† 63]: 2020年8月5日
- version 16.8[† 64]: 2020年11月10日
- version 16.9[† 65]: 2021年3月2日
- version 16.10[† 66]: 2021年5月25日
- version 16.11[† 67]: 2021年8月10日
- version 16.11.8[† 68]: 2021年12月14日

### Visual Studio 2022
Visual Studio 2022は、2021年11月8日にversion 17.0として公開された 。
開発環境であるIDE(devenv.exe)が64bit化された。
| マイナー バージョン | 最新バージョン | 初版リリース日 | 最新版リリース日 | サポート期限  | 特記事項 |
| ------------------- | -------------- | -------------- | ---------------- | ------------- | -------- |
| 17.0                | 17.0.23        | 2021年11月8日  | 2023年7月11日    | 2023年7月11日 |          |
| 17.1                | 17.1.7         | 2022年2月15日  | 2022年5月10日    |               |          |
| 17.2                | 17.2.23        | 2022年5月10日  | 2024年1月9日     | 2024年1月9日  |          |
| 17.3                | 17.3.6         | 2022年8月9日   | 2022年10月11日   |               |          |
| 17.4                | 17.4.21        | 2022年11月8日  | 2024年7月9日     | 2024年7月9日  |          |
| 17.5                | 17.5.4         | 2023年2月21日  | 2023年4月11日    |               |          |
| 17.6                | 17.6.22        | 2023年5月16日  | 2025年1月14日    | 2025年1月14日 |          |
| 17.7                | 17.7.7         | 2023年8月8日   | 2023年11月14日   |               |          |
| 17.8                | 17.8.21        | 2023年11月14日 | 2025年5月13日    | 2025年7月8日  |          |
| 17.9                | 17.9.7         | 2024年2月13日  | 2024年5月14日    |               |          |
| 17.10               | 17.10.14       | 2024年5月21日  | 2024年4月8日     | 2026年1月13日 |          |
| 17.11               | 17.11.6        | 2024年8月13日  | 2024年11月12日   |               |          |
| 17.12               | 17.12.8        | 2024年11月12日 | 2025年5月13日    | 2026年7月14日 |          |
| 17.13               | 17.13.7        | 2025年2月11日  | 2025年5月13日    |               |          |
| 17.14               | 17.14.0        | 2025年5月13日  | 2025年5月13日    |               |          |

## 関連製品

### Azure DevOps Server
バージョン管理、要件管理、プロジェクト管理、ビルド自動化、テスト自動化、リリース管理といった、大規模チームでの開発プロジェクトに必要な機能をオンプレミスサーバで提供する。Team Foundation Services (TFS)と呼ばれていたが、2018年9月10日にブランディングを Azure DevOps Serverに変更した。

### Azure DevOps Services
プロジェクト管理やソース管理などのソフトウェア開発プロジェクトで必要な管理機能をクラウド上で提供する。Visual Studio Team Services (VSTS)と呼ばれていたが、2018年9月10日にブランディングを Azure DevOps Servicesに変更した。

### Visual Studio Application Lifecycle Management
Visual Studio Application Lifecycle Management（ALM）は、アプリケーションライフサイクルマネジメントのためにマイクロソフトによって開発された統合ソフトウェア開発ツール群である。クライアントソフトウェアの統合開発環境、サーバ、クラウドサービスから構成される。Visual Studio ALMは、チームベースの開発と共同さ御油、アジャイルプロジェクト管理、DevOps、ソース管理、パッケージング、継続的開発、自動テスト、リリース管理、継続的デリバリー、アプリとサービスのレポートツールをサポートしている。
Visual Studio 2005とVisual Studio 2008では、Microsoft Visual Studio Team System（VSTS）と呼ばれていたが、2009年10月、Team SystemはVisual Studio 2010からVisual Studio ALMに名称変更された。

### Visual Studio Lab Management
Visual Studio Lab Managementは、ソフトウェアテスターが仮想環境を作成および管理するために、マイクロソフトによって開発されたソフトウェア開発ツールである。ラボ管理は、既存のVisual Studio Application Lifecycle Managementプラットフォームを拡張して、統合されたHyper-Vベースのテストラボを可能する。Visual Studio 2012以降に含まれ、Azure DevOpsとSCVMMが統合された後にセットアップする。

### Visual Studio LightSwitch
Microsoft Visual Studio LightSwitchは業務用アプリケーションを作成するのに特化されたIDEである。生成したアプリケーションは既に存在する.NET技術およびマイクロソフトのプラットフォーム上で構築される。そのアプリケーションは多層アーキテクチャ対応である：ユーザーインターフェイスは Silverlight 上で動作する; ロジックおよびデータアクセスは WCF RIA Service および Entity Framework で構築され、ASP.NET でホストされる; データストレージは Microsoft SQL Server Express、Microsoft SQL Server および Microsoft SQL Azure でサポートされる。LightSwitch は Microsoft SharePoint を含む他のデータソースもサポートする。
LightSwitch はエンティティとその間の関係、およびスクリーン上のGUIのデザイン用にグラフィカルなデザイナーを含む。ビジネスロジックは Visual Basic あるいは Visual C# のいずれでも記述されるだろう。このツールはスタンドアロンもしくはVisual Studio 2010 Professional以上に含まれる形でインストールされる。
2016年10月14日の時点で、マイクロソフトは新しいアプリケーション開発にLightSwitchを推奨しなくなっている。

### Visual Studio Code
2015年4月29日発表。通常のVisual Studioとは別の統合開発環境で、Windows、macOS、Linuxに対応する。コードエディターが主要機能だが、リファクタリングやデバッガにも対応。無償提供。Electronベースで実装されている。
2016年4月14日に正式版となる1.0がリリースされた。

### Visual Studio Online
2019年11月4日に発表された、長期の開発プロジェクトや新機能の高速なプロトタイピング、あるいはプルリクエストのレビューのような短期のタスクに使用できる、マネージド型のオンデマンド開発環境。Visual Studio Code、Visual Studio、またはブラウザーベースのエディターを使用して利用できる。